# ملعب أم بروتشفيغ
ملعب أم بروتشفيغ هو ملعب متعدد الاستخدام يقع في مدينة ماينتس الألمانية . غالبا ما يتم استخدامه لمباريات كرة القدم . يسع الملعب لجلوس 20,300 متفرج .كان الملعب الرسمي الذي يخوض فيه نادي ماينز 05 مبارياته . تم افتتاح الملعب في سنة 1929 .

## معرض صور

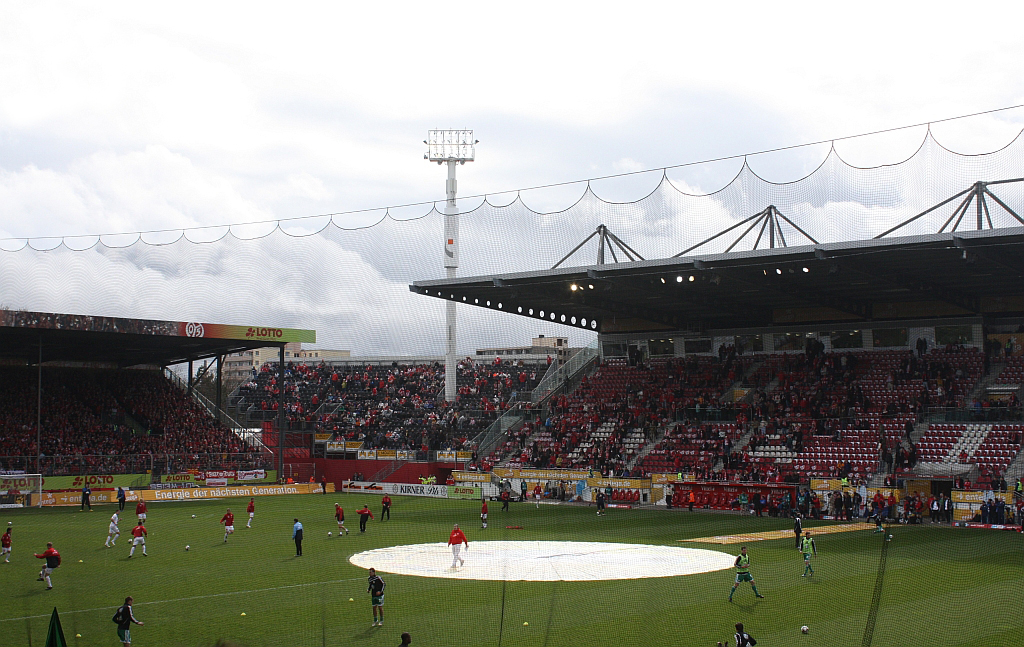
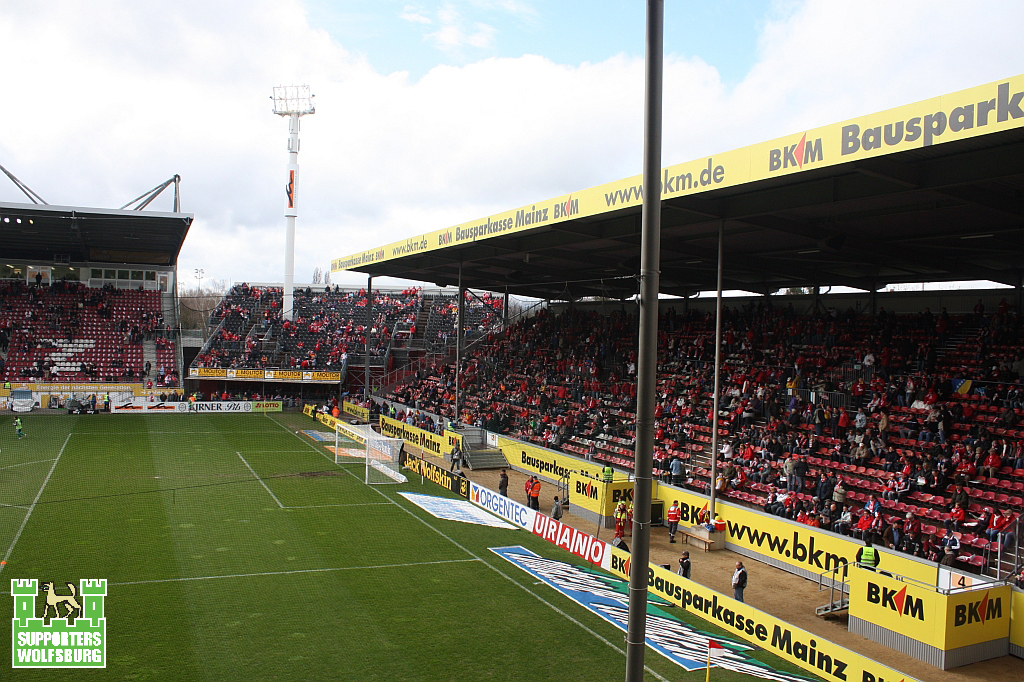
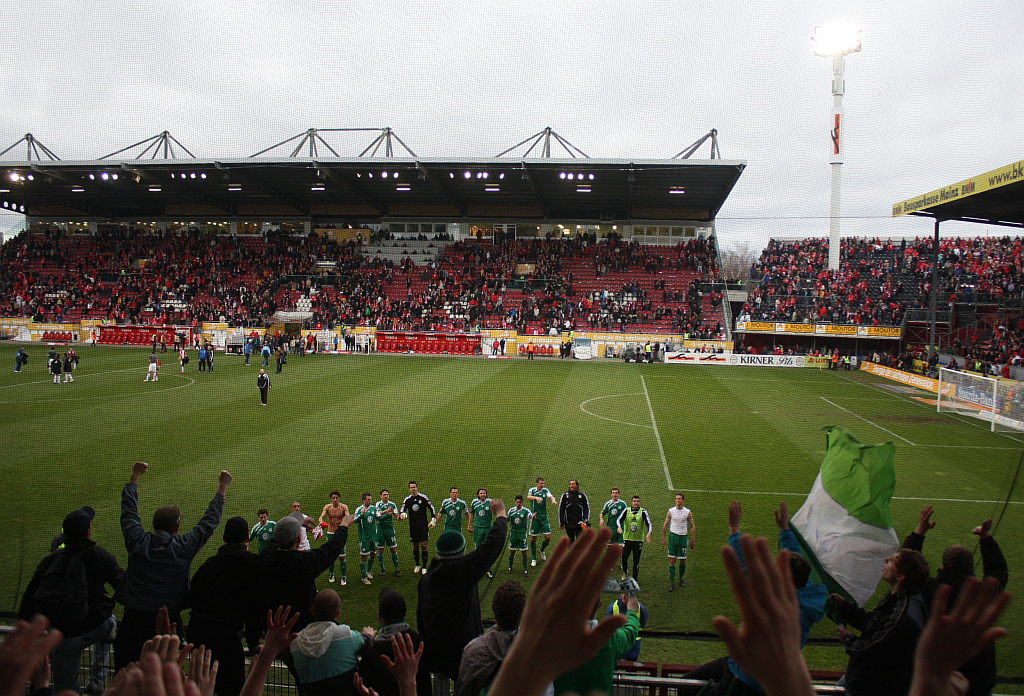